# Devonte' Graham
Devonte' Terrell Graham, né le 22 février 1995 à Raleigh en Caroline du Nord, est un joueur américain de basket-ball évoluant au poste de meneur voire d'arrière.

## Biographie

### Carrière universitaire
Après ses quatre saisons universitaires avec les Jayhawks du Kansas, il se présente à la draft 2018 de la NBA.

### Carrière professionnelle

#### Hornets de Charlotte (2018-2021)
Le 21 juin 2018, il est drafté en 34e position par les Hawks d'Atlanta puis directement envoyé aux Hornets de Charlotte en échange de deux futurs choix de second tour.
Le 7 juillet 2018, il signe son premier contrat NBA avec les Hornets de Charlotte.
En juillet 2018, alors qu'il n'avait joué que trois matches de Summer League, il se blesse au genou droit et son absence des parquets est prévue pour une longue durée.
Entre le 30 octobre 2018 et le 6 mars 2019, il est envoyé plusieurs fois au Swarm de Greensboro, l'équipe de G-League affiliée aux Hornets.
Le 11 décembre 2019, Devonte' Graham marque 40 points contre les Nets de Brooklyn, son record en carrière.
Devonte' participe au Three-point contest lors du NBA All-Star Game 2020 où il score 18 points.

#### Pelicans de La Nouvelle-Orléans (2021-2023)
En août 2021, dans le cadre d'un sign-and-trade, il s'engage avec les Pelicans de La Nouvelle-Orléans pour quatre saisons et 47 millions de dollars.

#### Spurs de San Antonio (2023-2024)
Le jour de la fermeture du marché des transferts, Devonte' Graham est transféré en direction des Spurs de San Antonio contre Josh Richardson.
En juillet 2024, il est transféré vers les Hornets de Charlotte qui le coupent dans la foulée.

#### NBA G League (2024-2025)
Le 31 juillet 2024, Graham s'engage pour une saison avec les Trail Blazers de Portland. Il est cependant coupé lors de la présaison et joue pendant la saison 2024-2025 en NBA G League aux Lakers de South Bay puis est ensuite transféré au Remix de Rip City.

#### Étoile rouge de Belgrade (depuis 2025)
En août 2025, il rejoint le continent européen où il signe un contrat d'un an avec l'Étoile rouge de Belgrade, club serbe évoluant en Euroligue.

## Statistiques

### Universitaires
| Saison    | Équipe | Matchs | Titul. | Min./m | % Tir | % 3pts | % LF | Rbds/m. | Pass/m. | Int/m. | Ctr/m. | Pts/m. |
| --------- | ------ | ------ | ------ | ------ | ----- | ------ | ---- | ------- | ------- | ------ | ------ | ------ |
| 2014-2015 | Kansas | 29     | 0      | 17,8   | 39,3  | 42,5   | 72,4 | 1,48    | 2,10    | 0,86   | 0,00   | 5,66   |
| 2015-2016 | Kansas | 38     | 36     | 32,6   | 46,0  | 44,1   | 74,4 | 3,34    | 3,68    | 1,45   | 0,13   | 11,32  |
| 2016-2017 | Kansas | 36     | 36     | 35,2   | 42,8  | 38,8   | 79,3 | 3,11    | 4,14    | 1,53   | 0,19   | 13,36  |
| 2017-2018 | Kansas | 39     | 39     | 37,8   | 40,0  | 40,6   | 82,7 | 4,03    | 7,23    | 1,59   | 0,05   | 17,31  |
| Total     | Total  | 142    | 111    | 31,7   | 42,2  | 40,9   | 78,7 | 3,09    | 4,45    | 1,39   | 0,10   | 12,32  |

### Professionnelles

#### Saison régulière
| Saison    | Équipe              | Matchs | Titul. | Min./m | % Tir | % 3pts | % LF | Rbds/m. | Pass/m. | Int/m. | Ctr/m. | Pts/m. |
| --------- | ------------------- | ------ | ------ | ------ | ----- | ------ | ---- | ------- | ------- | ------ | ------ | ------ |
| 2018-2019 | Charlotte           | 46     | 3      | 14,7   | 34,3  | 28,1   | 76,1 | 1,37    | 2,63    | 0,50   | 0,04   | 4,72   |
| 2019-2020 | Charlotte           | 63     | 53     | 35,1   | 38,2  | 37,3   | 82,0 | 3,37    | 7,48    | 0,98   | 0,24   | 18,17  |
| 2020-2021 | Charlotte           | 55     | 44     | 30,2   | 37,7  | 37,5   | 84,2 | 2,69    | 5,36    | 0,87   | 0,11   | 14,84  |
| 2021-2022 | La Nouvelle-Orléans | 76     | 63     | 28,4   | 36,3  | 34,1   | 84,3 | 2,33    | 4,16    | 0,93   | 0,16   | 11,87  |
| 2022-2023 | La Nouvelle-Orléans | 53     | 0      | 15,3   | 36,8  | 34,7   | 74,6 | 1,36    | 2,19    | 0,57   | 0,19   | 5,28   |
| 2022-2023 | San Antonio         | 20     | 8      | 26,4   | 38,0  | 35,8   | 75,0 | 2,50    | 4,00    | 0,75   | 0,30   | 12,95  |
| 2023-2024 | San Antonio         | 23     | 0      | 13,6   | 35,2  | 30,1   | 81,3 | 1,57    | 2,13    | 0,39   | 0,09   | 4,96   |
| Total     | Total               | 336    | 171    | 24,9   | 37,1  | 35,4   | 81,2 | 2,26    | 4,31    | 0,77   | 0,16   | 11,11  |

Mise à jour le 30 juin 2024

#### Playoffs
| Saison   | Équipe              | Matchs | Titul. | Min./m | % Tir | % 3pts | % LF | Rbds/m. | Pass/m. | Int/m. | Ctr/m. | Pts/m. |
| -------- | ------------------- | ------ | ------ | ------ | ----- | ------ | ---- | ------- | ------- | ------ | ------ | ------ |
| 2022     | La Nouvelle-Orléans | 6      | 0      | 10,0   | 33,3  | 35,7   | 87,5 | 1,50    | 0,67    | 0,17   | 0,17   | 4,00   |
| Carrière | Carrière            | 6      | 0      | 10,0   | 33,3  | 35,7   | 87,5 | 1,50    | 0,67    | 0,17   | 0,17   | 4,00   |

Mise à jour le 30 avril 2022

## Records sur une rencontre en NBA
Les records personnels de Devonte' Graham en NBA sont les suivants, :
| Type de statistique        | Saison régulière | Saison régulière         | Saison régulière | Playoffs | Playoffs          | Playoffs      |
| Type de statistique        | Record           | Adversaire               | Date             | Record   | Adversaire        | Date          |
| -------------------------- | ---------------- | ------------------------ | ---------------- | -------- | ----------------- | ------------- |
| Points                     | 40               | @ Nets de Brooklyn       | 11 décembre 2019 | 12       | Suns de Phoenix   | 22 avril 2022 |
| Paniers marqués            | 12               | @ Nets de Brooklyn       | 11 décembre 2019 | 3        | Suns de Phoenix   | 22 avril 2022 |
| Paniers tentés             | 26               | @ Hawks d'Atlanta        | 9 mars 2020      | 6        | Suns de Phoenix   | 22 avril 2022 |
| Paniers à 3 points réussis | 10               | Warriors de Golden State | 4 décembre 2019  | 3        | Suns de Phoenix   | 22 avril 2022 |
| Paniers à 3 points tentés  | 16               | 4 fois                   | 4 fois           | 6        | Suns de Phoenix   | 22 avril 2022 |
| Lancers francs réussis     | 11               | Pacers de l'Indiana      | 5 novembre 2019  | 3        | Suns de Phoenix   | 22 avril 2022 |
| Lancers francs tentés      | 15               | Pacers de l'Indiana      | 5 novembre 2019  | 4        | Suns de Phoenix   | 22 avril 2022 |
| Rebonds offensifs          | 4                | Hawks d'Atlanta          | 8 décembre 2019  | 1        | 2 fois            | 2 fois        |
| Rebonds défensifs          | 8                | 2 fois                   | 2 fois           | 4        | Suns de Phoenix   | 22 avril 2022 |
| Rebonds totaux             | 9                | Thunder d'Oklahoma City  | 27 décembre 2019 | 5        | Suns de Phoenix   | 22 avril 2022 |
| Passes décisives           | 15               | Pistons de Détroit       | 27 novembre 2019 | 2        | @ Suns de Phoenix | 19 avril 2022 |
| Interceptions              | 5                | 2 fois                   | 2 fois           | 1        | Suns de Phoenix   | 24 avril 2022 |
| Contres                    | 2                | 6 fois                   | 6 fois           | 1        | @ Suns de Phoenix | 19 avril 2022 |
| Balles perdues             | 7                | @ Bulls de Chicago       | 13 décembre 2019 | 2        | @ Suns de Phoenix | 26 avril 2022 |
| Minutes jouées             | 46               | Thunder d'Oklahoma City  | 27 décembre 2019 | 13       | Suns de Phoenix   | 24 avril 2022 |

- Double-double : 20
- Triple-double : 0

Dernière mise à jour : 14 août 2022